# SF-A2 開発コード miki
SF-A2 開発コード miki（エスエフ エーツー かいはつコード ミキ）は、AH-Softwareから発売されている歌声合成ソフトウェア。日本語対応の女声ボーカル音源として、シンガーソングライターのフルカワミキの声をサンプリングし、初版は2009年12月4日に発売された。略称は「miki」。

## 製品
ヤマハの開発した音声合成エンジンVOCALOID2を使用しており、「歌愛ユキ」「氷山キヨテル」とともにAH-Softwareで最初のVOCALOID製品として販売されている。ただし本製品については他の2製品と異なり、フルカワミキのマネジメントを行うHEARTFASTと当時の所属プロダクションであるyamaha A&Rが発売元、AH-Softwareは販売元という扱いとなっている。「SF-A2 開発コード miki」は「アーティストエディション01」と位置づけられており、AH-Softwareでは本製品に続いて有名アーティストを起用したVOCALOIDをリリースして行く方針を示している。
得意なテンポは70 BPM - 170 BPM、得意な音域はE2 - G4、高音域と低音域でまるで違うキャラクターの様に聞こえるフルカワミキの生声が忠実に再現しているとされ、また音域の広さも特徴としてあげられている。他のVOCALOID製品では通常3段階のピッチの音声を収録しているのに対し、本製品ではより細かく4段階のピッチで収録し表現力の拡大を図っている。
パッケージには漫画家のコザキユースケによるフルカワミキの声質を元にデザインされたキャラクターイラストが用いられている。製品名については「ロボットの工業デザインのような方向性から生まれた」という。
なお、歌声を提供したフルカワミキは本製品発売の2日前の12月2日に、同じVOCALOIDの初音ミクを使用して発表された楽曲「サイハテ」のカバーシングルを発売しているが、これは元々は本製品とは別の企画であったという。ただし発売に際してはタイアップイベントが行われており、またパッケージのイラストにコザキユースケを推薦したのは「サイハテ」作者の小林オニキスであり、レコーディングの時期との兼ね合いから実現はしなかったものの「サイハテ」のなかで本製品を使用する構想もあったとされるなど無関係というわけではない。
2015年6月18日には「VOCALOID4」エンジンに対応した新音源「miki ナチュラル」が発売された。VOCALOID4版ではVOCALOID2版の発売元yamaha A&Rが既に解散しているためか、「制作：ヤマハ株式会社、製造・販売：株式会社AHS」となっている。2025年3月21日にはSynthesizer V 2版が発売された。

## メディアミックス

### 主な音楽CD
「SF-A2 開発コード miki」が曲に使用されていることが明記された主なCD。
| タイトル                                  | アーティスト | レーベル                     | 発売日        |
| ----------------------------------------- | --- | ---------------------------- | ------------- |
| VOCALOIDS★X'mas〜白い夜は静寂を守ってる〜 | オムニバス | HEARTFAST / yamaha A&R, inc. | 2009年11月8日 |
| VOCALOIDS★X'mas〜白い夜は静寂を守ってる〜 | VOCALOIDを用いたクリスマスソングを収録したコンピレーション・アルバムで、本製品を使用した曲を発売に先立って収録し、パッケージにもキャラクターイラストが使用された。本製品発売の告知も正式発表に先立ってこのCDの特設サイトのバナーを使って行われている。 |                              |               |
| THE VOCALOID produced by Yamaha           | オムニバス | VOCALOID RECORDS             | 2011年9月14日 |
| 僕は初音ミクとキスをした                  | みきとP feat. 初音ミク | EXIT TUNES                   | 2013年4月17日 |

### KarenTによる配信
以下は、クリプトン・フューチャー・メディアのレーベル「KarenT」により、iTunes Storeなどで、「SF-A2 開発コード miki」の名前が明記された楽曲を収録し販売されているアルバム。
| タイトル                                     | アーティスト           | リリース日     |
| -------------------------------------------- | ---------------------- | -------------- |
| clocks                                       | 虹原ぺぺろん           | 2011年5月30日  |
| blue                                         | Plutonius（ハヤカワP） | 2011年5月30日  |
| プラチナロマンス                             | Re:nG                  | 2011年5月30日  |
| イチクラリミックス集「マッシュルームマザー」 | 市蔵／ピノキオP        | 2011年10月21日 |
| 飛ぶ教室                                     | Plutonius(ハヤカワP)   | 2012年5月18日  |

### その他
ハローキティといっしょ! ブロッククラッシュ123!!
2010年7月15日にドラスから発売された『ハローキティといっしょ!』のゲームソフト『ハローキティといっしょ! ブロッククラッシュ123!!』のテーマソングにSF-A2開発コードmikiが歌う「WITH」を使用。
「悪ノ娘」シリーズ・「悪ノ大罪」シリーズ（著：悪ノP（mothy）、出版：PHP研究所）
mothy_悪ノPが手掛ける七つの大罪をモチーフにした「悪ノ大罪シリーズ」の各楽曲を原作として、ボカロ小説の先駆ともされる。小説版において、mikiをモチーフとする人物は各作品に登場するが、代表例は「ミキナ=フリージス」である。両シリーズを併せて2010年から2017年に発売され、全12巻。